# Лазурна вулиця (Київ, Голосіївський район)
Лазу́рна ву́лиця — вулиця в Голосіївському районі міста Києва, місцевість Віта-Литовська. Пролягає від вулиці Академіка Заболотного до Бродівської вулиці.

## Історія
Вулиця виникла в 1-й половині XX століття. Сучасна назва — з 1957 року.